# 야마무라 야스히로
야마무라 야스히로(일본어: 山村 泰弘, 1976년 8월 18일 ~ )는 일본의 전 축구 선수이다.

## 구단 경력
과거 방포레 고후, 미토 홀리호크에서 활동하였다.